# ناثان إي. كوك
ناثان إي. كوك (بالإنجليزية: Nathan E. Cook) هو عسكري أمريكي، ولد في 10 أكتوبر 1885، وتوفي في 10 سبتمبر 1992.